# 路易斯·拉斐爾·索亞雷斯·阿爾維斯
路易斯·拉斐爾·索亞雷斯·阿爾維斯（葡萄牙語：Luís Rafael Soares Alves；1995年5月9日—），簡稱拉法，是一位葡萄牙足球運動員。在場上的位置是後衛。現效力於葡超球隊吉馬良斯。他也代表葡萄牙U21國家隊參賽。